# Amaranthus arenicola
Amaranthus arenicola I.M.Johnst. es una especie de plantas de la familia Amaranthaceae.

## Hábitat
Es una planta que se encuentran en muchos estados contiguos de los Estados Unidos. Se trata de una especie anual que se encuentran en zonas arenosas, cerca de ríos, lagos y campos. Es nativo del centro o sur de las Grandes Llanuras, que se extiende desde Texas hasta Dakota del Sur, y se introdujo a otras zonas.  Esta floración de plantas pueden crecer hasta 2 metros  de altura.

## Taxonomía
Amaranthus arenicola fue descrito por Ivan Murray Johnston  y publicado en Journal of the Arnold Arboretum 29(2): 193. 1948.
Etimología
Amaranthus: nombre genérico que procede del griego amaranthos, que significa "flor que no se marchita".
arenicola: epíteto latino  que significa "que vive en la arena".